# Butara
Butara je povezan snop kratko nasekanih drobnejših vej za kurjavo, pogosto iz bukovega lesa, ki so se uporabljale predvsem za prižiganje ognja v kuriščih. 

## Drugi pomeni
Isti izraz se uporablja tudi za več skupaj povezanih istovrstnih predmetov: 
»butara« je lahko tudi slabšalni naziv za okorno (neokretno) ali nerodno žensko).

### Cvetnonedeljska butarica
Izraz »butarica« predstavlja tudi snopič tradicionalnega zelenja, cvetja ali obarvanih lesnih oblancev ter je del slovenske krščanske velikonočne simbolike. 